# The House of the Dead 2 & 3 Return
The House of the Dead 2 & 3 Return es un videojuego recopilatorio de The House of the Dead 2 y The House of the Dead 3 publicado para Wii en 2008.

## Historia The House of the Dead 2 (Arcade mode)
Esta juego tiene varias categorías. Arcade mode, Boss mode, Original mode , etc.
La historia se sitúa en Venecia, Italia, en el año 2000. Hay un ejército de zombis creados por Goldman y 6 jefes. 

### Boss mode
Es el modo donde eliges un jefe y debes destruirlo lo más rápido posible.

### Original mode
Es un modo exactamente igual al Arcade, excepto en que, al principio, puedes escoger munición, extras, potenciadores, más créditos, etc. Solo puedes elegir 2 y deben ser compatibles. Puedes conseguir más jugando, algunos supervivientes te los darán y se encuentran en el escenario.

## The House of the Dead 3
Esta parte el videojuego tiene pocas categorías como: Modo supervivencia y contrarreloj, por primera vez hay subtítulos en español.

### Historia
En el 2019 Rogan siguiendo las locuras de Curien, lo trata de detener pero falla. Dos semanas después Lisa Rogan y su excompañero G averiguan que paso con Rogan.

### Contrarreloj
Es lo mismo, pero con un reloj, debes ser rápido.

### Modo extremo
Es el nuevo modo de juego, se desbloquea terminando el juego en modo Arcade.
(nota: es posible que esta categoría sea disponible en thotd 2 del mismo juego).

## Wii Zapper
- Datos: Q3283528

El juego es compatible con el periférico Wii Zapper.